# Lista de partidos políticos na Alemanha
A República Federal da Alemanha tem um sistema baseado no pluripartidarismo. Historicamente, os maiores em termos de membros e assentos no parlamento são o União Democrata-Cristã (CDU), com seu partido irmão, o União Social-Cristã (CSU), e o Partido Social-Democrata da Alemanha (SPD). A Alemanha também tem vários outros partidos, sendo os mais importantes na história recente o Partido Democrático Livre (FDP), a Aliança 90/Os Verdes, o A Esquerda e, mais recentemente, a Alternativa para a Alemanha (AfD). O governo federal da Alemanha frequentemente consistia em uma coligação de um partido principal e um menor, especificamente CDU/CSU e FDP ou SPD e FDP, e de 1998 a 2005 SPD e Os Verdes. De 1966 a 1969, de 2005 a 2009 e de 2013 a 2021, o governo federal consistiu em uma coligação dos dois principais partidos, chamada de grande coligação.
As coligações no Bundestag e nas legislaturas estaduais são frequentemente descritas pelas cores do partido. As cores do partido são vermelho para o SPD, verde para Os Verdes, amarelo para o Partido Democrata Livre, roxo para o A Esquerda, azul claro para a AfD e preto e azul para o CDU e o CSU, respectivamente.

## Partidos atuais
Partidos atuais, com o número de assentos atualizados em 2025.

### Partidos representados noBudestag
| Partido | Partido | Partido                                                                      | Ideologia                                                   | Espectro        | Líder(es)                          | Assentos no Bundestag | Assentos no Landtag | Assentos no Parlamento Europeu | Membros |
| ------- | ------- | ---------------------------------------------------------------------------- | ----------------------------------------------------------- | --------------- | ---------------------------------- | --------------------- | ------------------- | ------------------------------ | ------- |
|         | CDU     | União Democrata-Cristã Christlich Demokratische Union                        | Democracia cristã, Conservadorismo alemão, Europeísmo       | Centro-direita  | Friedrich Merz                     | 164 / 630             | 525 / 1 893         | 23 / 96                        | 363.100 |
|         | CSU     | União Social-Cristã Christlich-Soziale Union                                 | Democracia cristã, Conservadorismo, Regionalismo bávaro     | Centro-direita  | Markus Söder                       | 44 / 630              | 85 / 1 893          | 6 / 96                         | 131.000 |
|         | AfD     | Alternativa para a Alemanha Alternative für Deutschland                      | Populismo de direita, Anti-imigração, Euroceticismo         | Extrema-direita | Tino Chrupalla, Alice Weidel       | 152 / 630             | 275 / 1 893         | 15 / 96                        | 46.881  |
|         | SPD     | Partido Social-Democrata da Alemanha Sozialdemokratische Partei Deutschlands | Social-democracia, Terceira Via, Europeísmo                 | Centro-esquerda | Lars Klingbeil, Saskia Esken       | 120 / 630             | 455 / 1 893         | 14 / 96                        | 365.190 |
|         | Grüne   | Aliança 90/Os Verdes Bündnis 90/Die Grünen                                   | Política verde, Liberalismo social                          | Centro-esquerda | Felix Banaszak, Franziska Brantner | 85 / 630              | 314 / 1 893         | 12 / 96                        | 166.000 |
|         | DL      | A Esquerda Die Linke                                                         | Socialismo democrático, Populismo de esquerda, Progressismo | Esquerda        | Jan van Aken, Ines Schwerdtner     | 64 / 630              | 117 / 1 893         | 3 / 96                         | 10.412  |
|         | SSW     | Associação de Eleitores de Schleswig do Sul Südschleswigscher Wählerverband  | Regionalismo, Interesses da minoria dinamarquesa e frísia   |                 | Christian Dirschauer               | 1 / 630               | 4 / 1 893           | 0 / 96                         | 3.216   |

### Partidos apenas representados noLandtageParlamento Europeu
| Partido | Partido         | Partido                                                                           | Ideologia                                                  | Espectro                    | Líder(es)                                            | Assentos no Landtag | Assentos no Parlamento Europeu | Membros |
| ------- | --------------- | --------------------------------------------------------------------------------- | ---------------------------------------------------------- | --------------------------- | ---------------------------------------------------- | ------------------- | ------------------------------ | ------- |
|         | BSW             | Aliança Sahra Wagenknecht Bündnis Sahra Wagenknecht                               | Populismo de esquerda, Conservadorismo cultural            | Esquerda à extrema-esquerda | Sahra Wagenknecht, Amira Mohamed Ali                 | 47 / 1 893          | 6 / 96                         | 1.200   |
|         | FDP             | Partido Democrático Livre Freie Demokratische Partei                              | Liberalismo clássico, Europeísmo                           | Centro-direita              |                                                      | 72 / 1 893          | 5 / 96                         | 70.000  |
|         | FW              | Eleitores Livres Freie Wähler                                                     | Conservadorismo liberal, Regionalismo, Euroceticismo suave | Centro-direita              | Hubert Aiwanger                                      | 43 / 1 893          | 3 / 96                         | 6.225   |
|         | Volt            | Volt Alemanha Volt Deutschland                                                    | Europeísmo, Federalismo europeu, Liberalismo social        | Centro à centro-esquerda    | Lara Neumann, Tim Marton                             | 0 / 1 893           | 3 / 96                         | 4.000   |
|         | Die PARTEI      | O PARTIDO Die PARTEI                                                              | Sátira política, Antifascismo, Europeísmo, Ambientalismo   | Esquerda                    | Martin Sonneborn                                     | 0 / 1 893           | 2 / 96                         | 51.078  |
|         | ÖDP             | Partido Democrático Ecológico Ökologisch-Demokratische Partei                     | Conservadorismo verde, Esquerda cristã                     | Centro-esquerda             | Christian Rechholz                                   | 0 / 1 893           | 1 / 96                         | 8.035   |
|         | PDF             | Partido do Progresso Partei des Fortschritts                                      | Liberalismo, Liberalismo social, Europeísmo                | Centro à centro-esquerda    | Lukas Sieper                                         | 0 / 1 893           | 1 / 96                         | 302     |
|         | Familien-Partei | Partido da Família da Alemanha Familien-Partei Deutschlands                       | Conservadorismo, Familialismo                              | Centro-direita à direita    | Helmut Geuking                                       | 0 / 1 893           | 1 / 96                         | 705     |
|         | PMUT            | Partido do Meio Ambiente Humano e Proteção Animal Partei Mensch Umwelt Tierschutz | Direitos animais, Ambientalismo                            | Esquerda                    | Aida Spiegeler Castaneda, Marcel Krohn, Robert Gabel | 0 / 1 893           | 1 / 96                         | 2.400   |

### Partidos apenas representados emparlamentos estaduais
| Partido | Partido | Partido                              | Ideologia                                                             | Espectro                 | Líder(es)         | Assentos no Landtag | Membros | Estado(s)     |
| ------- | ------- | ------------------------------------ | --------------------------------------------------------------------- | ------------------------ | ----------------- | ------------------- | ------- | ------------- |
|         | BD      | Aliança Alemanha Bündnis Deutschland | Conservadorismo                                                       | Centro-direita à direita | Steffen Grosse    | 7 / 1 893           | 1.000   | Bremen        |
|         | WU      | União de Valores WerteUnion          | Conservadorismo nacional, Liberalismo econômico, Populismo de direita | Direita                  | Hans-Georg Maaßen | 1 / 1 893           | 4.000   | Baixa Saxônia |

## Partidos menores
- Ação Cidadãos por Justiça (Aktion Bürger für Gerechtigkeit): partido populista de direita defensor de democracia direta e medicina alternativa;
- Partido Ação pelo Bem-estar Animal (Aktion Partei für Tierschutz): partido unicamente voltado a promoção dos direitos e bem-estar dos animais;
- Aliança C - Cristãos pela Alemanha (Bündnis C - Christen für Deutschland): partido fundamentalista cristão;
- Aliança por Direitos Humanos, Proteção Animal e da Natureza (Allianz für Menschenrechte, Tier- und Naturschutz): partido unicamente voltado aos direitos animais;
- Aliança por Inovação e Justiça (Bündnis für Innovation und Gerechtigkeit): partido muçulmano antissionista;
- Aliança de Democratas Alemães (Allianz Deutscher Demokraten): partido erdoğanista voltado aos interesses da minoria turca;
- AlphaHHP: partido antivacina;
- Partido Pogo Anarquista da Alemanha (Anarchistische Pogo-Partei Deutschlands): partido satírico apolítico;
- Arminius - Associação do Povo Alemão (Arminius - Bund des deutschen Volkes): partido neonazista russófilo;
- Paz-Soberania-Justiça Despertadora (Aufbruch Frieden-Souveränität-Gerechtigkeit): partido russófilo, antimilitarista e antiatlantista de direita;
- Associação por Liberdade e Humanidade (Bund für Freiheit und Humanität): partido liberal;
- Aliança pela Renda Básica (Bündnis Grundeinkommen): partido voltado unicamente à defesa da renda básica universal;
- Renda Básica para Todos (Grundeinkommen für Alle): partido voltado unicamente à defesa da renda básica universal;
- Partido da Baviera (Bayernpartei): partido conservador de centro-direita favorável à autonomia da Baviera;
- Bergpartei, die Überpartei: partido dadaísta e anarquista de esquerda voltado à promoção da renda básica universal, contra privatizações e saída da OTAN;
- Movimentos Cívicos Unidos de Brandemburgo / Eleitores Livres (Brandenburger Vereinigte Bürgerbewegungen / Freie Wähler): partido regionalista de Brandemburgo;
- Partido do Centro Alemão (Deutsche Zentrumspartei): longevo partido democrata-cristão católico;
- Lista Climática Alemanha (Klimaliste Deutschland): partido voltado à mitigação das mudanças climáticas;
- Cidadãos pela Alemanha (Bürger für Deutschland): partido pela democracia direta;
- Cidadãos por Progresso e Mudança (Bürger für Fortschritt und Wandel): partido progressista de centro-esquerda;
- União Cívica e Econômica Ecológica (Bürgerliche und Wirtschaftsökologische Union): partido nacional-liberal;
- Solidariedade do Movimento por Direitos Civis (Bürgerrechtsbewegung Solidarität): partido sincrético associado ao movimento LaRouche;
- Partido Comunista da Alemanha (Kommunistische Partei Deutschlands): partido de extrema-esquerda defensor do marxismo-leninismo e stalinismo;
- Aliança Democrática por Diversidade e Despertar (Demokratische Allianz für Vielfalt und Aufbruch): partido erdoğanista e defensor dos interesses da minoria turca;
- União Democrática da Alemanha (Demokratische Vereinigung Deutschland): partido reformista defensor de democracia direta e renda básica universal;
- Liga Liberal Democrata (Demokratisch Liberale LIGA): partido conservador de centro-direita;
- Democracia DIRETA! (Demokratie DIREKT!): partido defensor de democracia direta;
- Democracia em Movimento (Demokratie in Bewegung): partido de esquerda por socialismo democrático, altermundialismo, ecofeminismo e europeísmo;
- Esquerda Democrática (Demokratische Linke): partido socialista democrático de esquerda;
- Esquerda Ecológica (Ökologische Linke): partido partido de esquerda à extrema-esquerda por democracia de base, ecossocialismo, feminismo e anticapitalismo;
- Partido Liberal Democrata da Esquerda Ecológica (Ökolinksliberale Demokratische Partei): partido social-liberal e pró federalismo europeu de centro-esquerda;
- Eduquem Berlim! (Bildet Berlin!): partido voltado unicamente à reforma educacional;
- Partido Europeu Amor (Europäische Partei Liebe): partido defensor do federalismo europeu e matrimônio subsidiado;
- Partido Feminista das Mulheres (Feministische Partei die Frauen): partido feminista;
- União dos Cidadãos Livres (Freie Bürger Union): partido nacional-conservador de direita;
- Cidadãos Livres da Alemanha Central (Freie Bürger Mitteldeutschland): partido regionalista;
- Horizonte Livre (Freier Horizont): partido contra instalação de turbinas eólicas no mar;
- Aliança Parlamentar Livre (Freiparlamentarische Allianz): partido favorável à democracia participativa;
- Saxões Livres (Freie Sachsen): partido de extrema-direita e regionalista, favorável ao estabelecimento da monarquia saxônica;
- De Agora em Diante... Democracia por Referendos (Ab jetzt … Demokratie durch Volksabstimmung): partido nacional-conservador apoiador de democracia direta;
- Futuro (Zukunft.): partido regionalista;
- futuro! (future!): partido voltado a políticas para juventude;
- Partido Jardim (Gartenpartei): partido ambientalista pró-schrebergärten;
- Centro Alemão (Deutsche Mitte): partido populista de direta antivacina;
- Conservadores Alemães (Deutsche Konservative): partido nacional-conservador de centro-direita à direita;
- Partido Comunista Alemão (Deutsche Kommunistische Partei): partido marxista-leninista de extrema-esquerda;
- Economia Agrária Alemã (Deutsch Land Wirtschaft): partido voltado a políticas para agricultores;
- Partido Alemão - Os Defensores da Liberdade (Deutsche Partei - Die Freiheitlichen): partido nacional-conservador e populista de direita;
- Partido Alemão dos Esportes (Deutsche Sportpartei): partido por democracia de base, esportes para desenvolvimento social e antidoping;
- União Social Alemã (Deutsche Soziale Union): partido nacional e socialmente conservador de direita;
- Alemães Originários de Toda Alemanha (Autóctones) [Aus Gesamtdeutschland stammende Deutsche (Autochthone)]: partido nacionalista, irredentista e pró-democracia direta;
- Partido Democrata de Base da Alemanha (Basisdemokratische Partei Deutschland): partido contra lockdowns e vacinação;
- Partido da Economia Humana (Humanwirtschaftspartei): partido pela teoria da economia livre;
- Mundo Humano - Pelo Bem-estar e Felicidade de Todos (Menschliche Welt – für das Wohl und Glücklichsein aller): partido defensor da teoria de utilização progressiva, pacifismo e antivacina;
- Independentes por uma Democracia Amigável aos Cidadãos (UNABHÄNGIGE für bürgernahe Demokratie): partido pela democracia não partidária e direta;
- Liberais Democratas - Os Sociais-Liberais (Liberale Demokraten – Die Sozialliberalen): partido social-liberal;
- Lobistas por Crianças (Lobbyisten für Kinder): partido pelos direitos das crianças;
- Aliança Lusaciana (Lausitzer Allianz): partido regionalista da Lusácia;
- Partido Marxista-Leninista da Alemanha (Marxistisch-Leninistische Partei Deutschlands): partido marxista-leninista de extrema-esquerda;
- Democratas Atentos (Achtsame Demokraten);
- Partido Social Moderno (Moderne Soziale Partei);
- mut: partido social-liberal de centro à centro-esquerda;
- MERA25: partido de esquerda por progressismo e democracia direta;
- Partido Nacional Democrata da Alemanha (Nationaldemokratische Partei Deutschlands): partido neonazista;
- neo. Bem-estar para Todos (neo. Wohlstand für alle): partido por renda básica universal e democracia de base;
- Partido Nova Força (Neue Stärke Partei): partido neonazista;
- Partido Um por Todos (Eine für Alle - Partei): partido por democracia de base;
- Partido pela Francônia (Partei für Franken): partido regionalista das regiões francônias da Baviera;
- Partido da Pesquisa pelo Rejuvenescimento Biomédico (Partei für schulmedizinische Verjüngungsforschung);
- Partido dos Humanistas (Partei der Humanisten): partido laicista, libertário civil e social-liberal;
- Partido da Razão (Partei der Vernunft): partido libertário de direita e eurocético;
- PETO: partido voltado aos interesses da juventude;
- Partido Pirata da Alemanha (Piratenpartei Deutschland): partido pirata por democracia virtual, democracia direta, social-liberalismo e federalismo europeu;
- Partido dos Inquilinos (Mieterpartei): partido contra altos alugueis e por leis de relações locadores-inquilinos;
- Partido do Povo Saxão (Sächsische Volkspartei): partido ultranacionalista;
- Solidariedade, Equidade, Mudança (Solidarität, Gerechtigkeit, Veränderung): partido anticorrupção;
- Partido Socialista da Igualdade (Sozialistische Gleichheitspartei): partido trostkista;
- Partido Socialmente Justo e Inteligente (Aufstehen Sozial Gerechte Intelligente Partei): partido populista de esquerda;
- Partido Statt: partido populista;
- Defensores da Unidade Transnacional, Solidariedade e Libertarismo (Transnationale Einheit's, Solidarität's und Libertarismus Advokaten): partido defensor dos interesses do povo roma e sinti;
- O Partido da Justiça - Time Todenhöfer (Die Gerechtigkeitspartei -Team Todenhöfer): partido populista antimilitarista;
- O Vidro Claro (Die Glasklar): partido populista social-democrata;
- Os Cinzas - Por Todas as Gerações (Die Grauen - Für alle Generationen): partido por intergeracionalidade;
- A Pátria (Die Heimat): partido neonazista anti-imigração;
- A Casa da Alemanha (Das Haus Deutschland): partido constitucionalista social-democrata;
- Os Reformadores (Die Reformer): partido liberal pró-europeísmo;
- O Caminho III. (Der III. Weg): partido strasserista, etnonacionalista e fortemente eurocético;
- A Modernidade (Die Moderne): partido centrista;
- O Novo Centro - De Volta à Razão (Die Neue Mitte - Zurück zur Vernunft): partido soberanista, antivacina, antissionista, russófilo e eurocético de direita;
- Os Novos Democratas (Die Neuen Demokraten);
- Os Libertários (Die Libertären): partido liberalista e libertário de direita;
- OS OUTROS (DIE SONSTIGEN): partido pró confederalismo democrático, progressismo e antimilitarismo;
- O Partido dos Sorábios (Die Partei der Sorben): partido satírico pró-separatismo sorábio e antimilitarismo;
- Os Rosas / Aliança 21 (Die Pinken/Bündnis21): partido conservador liberal;
- Os Republicanos (Die Republikaner): partido nacional-conservador e eurocético de direita;
- Os Tubarões - Partido com Mordida (Die Haie - Partei mit Biss): partido pragmático de centro;
- Partido da Paz (Die Friedenspartei): partido pacifista;
- Os Urbanos. Um Partido Hip Hop (Die Urbane. Eine HipHop Partei): partido por justiça social e ambientalismo;
- Os Violetas (Die Violetten): partido espiritualista por democracia direta e ambientalismo;
- Partido da Pátria Turíngia (Thüringer Heimatpartei);
- Nós Cidadãos (Wir Bürger): partido conservador liberal, liberalista e suavemente eurocético;
- Partido V³ - Partido por Mudança, Vegetarianos e Veganos (V-Partei³ - Partei für Veränderung, Vegetarier und Veganer): partido por direitos animais e ambientalismo;
- Caminho C (Aufbruch C): partido da direita cristã;
- NóS2020 (WiR2020): partido contra lockdowns e vacinação.